# Rezidencija
Rezidencija (iz latinskog residentio ) mjesto je u državi gdje vlast ili druge značajne osobe s visokim društvenim položajem kao primjerice biskupi ili veleposlanici imaju stalni ili privremen boravak. 
Može biti i sjedište određene političke, crkvene ili kulturne ustanove. 
Kod vladara u feudalno doba često su se mijenjala mjesta stanovanja. Postojale su primjerice ljetne i zimske rezidencije.

## Sadašnjost
Vlast u sljedećih zemalja nema istodobno rezidenciju ili sjedište u glavnom gradu:
Europa
- Nizozemska − Haag (glavni grad države je Amsterdam)

Južna Amerika
- Bolivija − La Paz (glavni grad države je Sucre)

Azija
- Malezija − Putrajaya (glavni grad države je Kuala Lumpur)
- Šri Lanka − Sri Jayawardenepura (glavni grad države je Colombo)

Afrika
- Benin − Cotonou (glavni grad države je Porto Novo)
- Esvatini − Lobamba (glavni grad države je Mbabane)
- Obala Bjelokosti − Abidjan (glavni grad države je Yamoussoukro)
- Tanzanija − Dar-es-Salaam (glavni grad države je Dodoma)